# كين غرير
كين غرير (بالإنجليزية: Ken Greer)‏ هو موسيقي أمريكي، ولد في 25 يوليو 1954.

## وصلات خارجية
- كين غرير على موقع IMDb (الإنجليزية)
- كين غرير على موقع ميوزك برينز (الإنجليزية)
- كين غرير على موقع ديسكوغز (الإنجليزية)